# Börse von Uganda
Die Börse von Uganda (englisch Uganda Securities Exchange, USE) ist die Wertpapierbörse von Uganda mit Sitz in Kampala. Die Börse handelt aktuell ca. ein Dutzend Wertpapiere, von denen mehrere an weiteren Börsen gehandelt werden. Damit gehört sie zu den kleinsten Börsen Afrikas.

## Geschichte
Seit dem 15. Januar 2004 werden auch Schatzanweisungen des ugandischen Staates gehandelt. Die Börse erhielt im Juni 1997 die Genehmigung der zuständigen Aufsichtsbehörde „Capital Markets Authority“. Im Januar 1998 begann der Handel. Erstes gelistetes Wertpapier war das der East African Development Bank. Ab 2015 wurde der Handel automatisiert.

## Gehandelte Wertpapiere
(Auswahl)
- Uganda Clays
- British American Tobacco Uganda
- Bank of Baroda
- New Vision Printing & Publishing Company
- DFCU
- National Insurance
- Umeme
- Cipla Quality Chemical Industries

## Indizes
Der Börsenindex USE All Share Index begann am 23. Oktober 2003.

## Mitgliedschaften
Die Börse ist Mitglied in:
- African Securities Exchanges Association
- Sustainable Stock Exchanges Initiative